# ٰژان دوما
ٰژان دوما (انگلیسی: Jean Domat; ۳۰ نوامبر ۱۶۲۵ – ۱۴ مارس ۱۶۹۶)یا دوما حقوق‌دان اهل فرانسه بود.

## زندگی
دوما در کلرمون در اوورن متولد شد. او در پاریس به تحصیل در علوم انسانی پرداخت، جایی که با بلز پاسکال دوست شد و بعداً در دانشگاه بورژ، به تحصیل در رشته حقوق پرداخت. دوما از نزدیک با پورت-رویالیست ها در ارتباط بود و پس از مرگ پاسکال، اسناد خصوصی پاسکال به او سپرده شد. پس از  سال۱۶۴۵ ، او در کلرمون وکالت کرد و در سال ۱۶۵۵ میلادی به عنوان دادستان در آنجا منصوب شد. در سال ۱۶۸۳، در دوره لویی چهاردهم از این شغل بازنشسته شد.

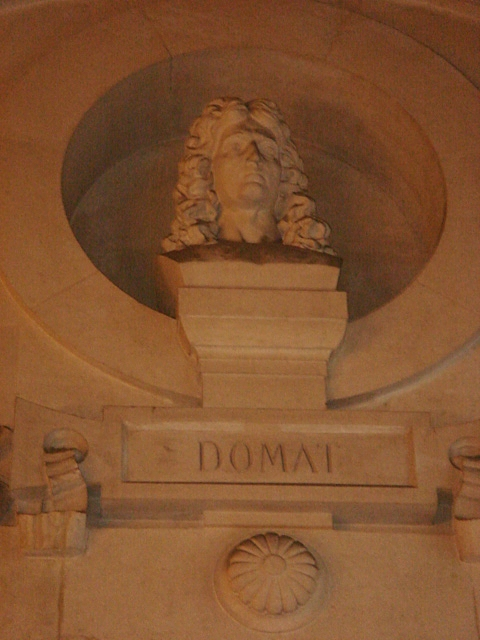
ٰژان دوما، دانشگاه پانتئون آسا

## کار های برجسته
دوما  به همراه آنتوان دادین دو هاوتسر، آنتوان فاور و برادران گودفروی یکی از معدود محققین فرانسوی حقوق روم است که واجد اهمیت بین المللی بود. او اساساً با خلاصه حقوقی مفصل خود، در سه جلد، تحت عنوان حقوق مدنی در نظم طبیعی آن( Lois civiles dans leur ordre naturel) شناخته می شود،به جهت همین اثر لویی چهاردهم برای او مستمری به میزان ۲۰۰۰ لیور تعیین کرد. جلد چهارم کتاب حقوق عمومی ( Le droit public) او، در سال ۱۶۹۷ میلادی، یک سال پس از مرگ او منتشر شد.این اثر اولین اثر در نوع خود بود و قرار بود به یکی از منابع اصلی  حقوق دوران پیشا انقلاب تبدیل شود و بعدها کد ناپلئونی بر اساس آن پایه گذاری شد.
کار دوما در راستای تلاش‌های اومانیست‌های(انسان گراهای) قبلی برای تبدیل منابع تاریخی به ظاهر تصادفی حقوق به یک نظام عقلانی قواعد بود. با این حال، به عنوان حامی نظم حقوقی دکارتی، دوما تلاش کرد تا همه قوانین را بر اساس اصول اخلاقی یا دینی بنا کند، شعار او «L'homme est fait par Dieu et pour Dieu» [1] («انسان توسط خدا و برای خداوند") بود. بنابراین، این اثر تلاشی بود برای ایجاد سیستمی از حقوق فرانسه بر اساس اصول اخلاقی، و محتوای کتابش را در قالب یک سیستم جدید حقوق طبیعی ارائه کرد.
بعد از کار رابرت جوزف پوتیه، کار دوما  به عنوان دومین اثر الهام بخش مهم بر قانون مدنی کانادا در نظر گرفته می شود.

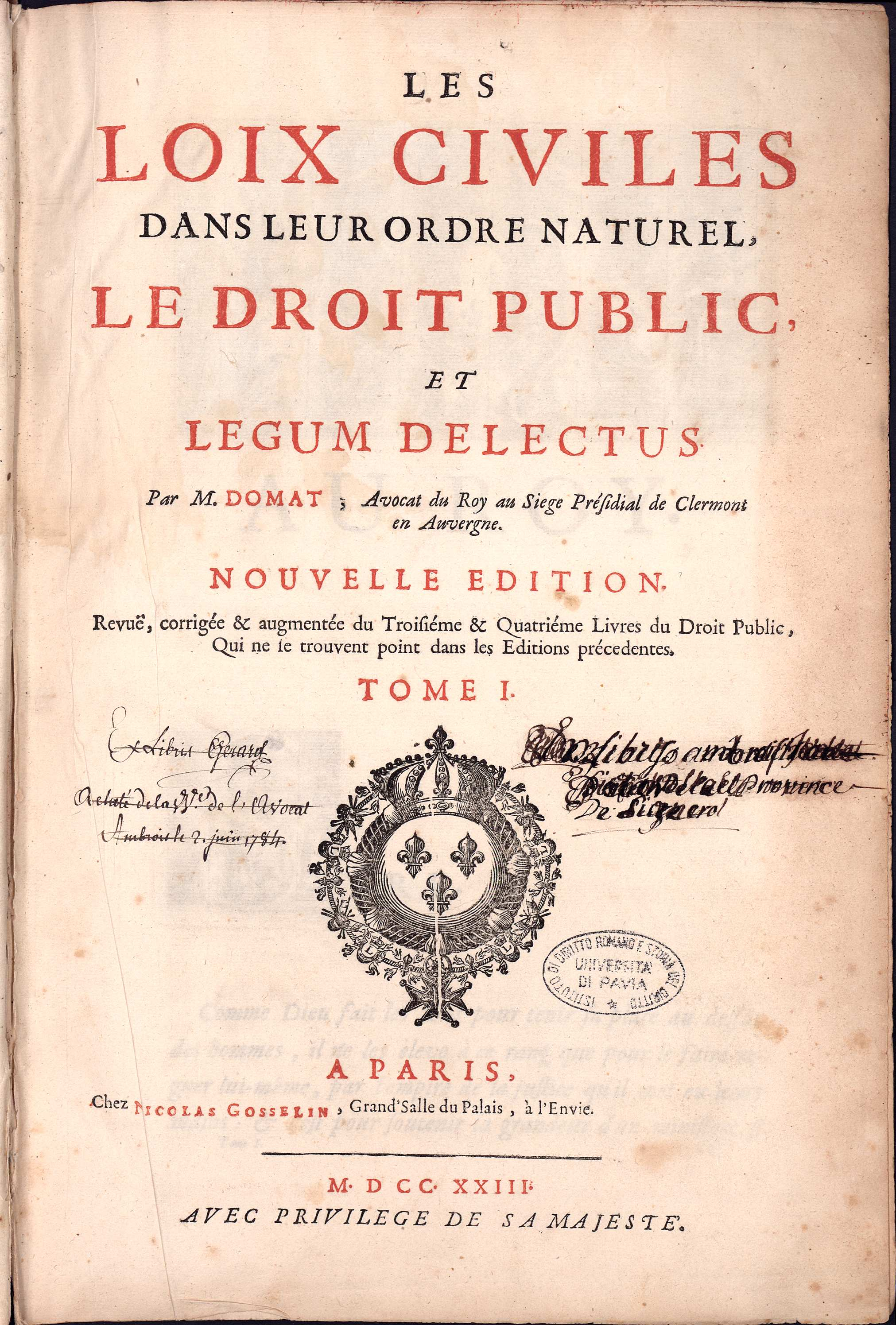
حقوق مدنی در نظم طبیعی آن،پاریس،۱۷۲۳.